# RUAG Ammotec

RUAG Munition est une société anonyme suisse de droit privé fondée en 1863 sous le nom de Fabrique de munitions fédérale de Thoune. Fusionnée en 1995 avec la Fabrique de munitions fédérale d'Altdorf, elle intègre en 1998 le groupe RUAG, appartenant lui aussi à la Confédération suisse, en tant que RUAG Munition.
À la suite du rachat de l'allemand Dynamit Nobel Ammotec GmbH en 2002, RUAG Munition est finalement renommée RUAG Ammotec.
La société est cédée par RUAG International à la fabrique d'armes italienne Beretta en 2022.

## Type de production
- Munition militaire et civile

## Autre activité
Vente de surplus militaires.

## Sites de production
- Thoune (siège principal)
- Altdorf (Uri)

## Chiffres
- Chiffre d'affaires : 150 millions de francs suisses
- Employés : 550 + 40 apprentis